# Marcelo Ferreira
Marcelo José Ferreira Rodriguez (Fernando de la Mora, 21 de julio de 1988) es un futbolista paraguayo que juega como delantero centro y su equipo actual es el General Caballero Sport Club de la Primera División de Paraguay. Fercho ch.

Es el único de sus hermanos que heredó la pasión de su padre por el fútbol. Hijo del exfutbolista Buenaventura Ferreira, ha formado parte de distintos equipos nacionales como Guaraní y Sol de América, donde se consolidó como profesional. También formó parte de otros equipos dentro del continente.[cita requerida]

## Trayectoria

### Inicios
Se inició en la escuela de fútbol del club Olimpia, pasando más adelante por cada una de las categorías inferiores de la entidad hasta la categoría Sub-13. Sin embargo, en la categoría Sub-14 ingresó en filas del club Cerro Porteño para continuar allí su formación.
En las categorías Sub-15 y Sub-16 (Inferiores) tuvo su paso por el club Sport Colombia.
Con 17 años, Marcelo pasa a formar parte del equipo del Club Guaraní.
En el año 2008 viaja a Bolivia para fichar por el Club Real América por un semestre para luego ir a filas del equipo uruguayo Centro Cultural y Deportivo El Tanque Sisley.
Ferreira decide volver a su país en el 2009 para jugar en Sol de América. En el año 2010, es Campeón de la división reserva del equipo Danzarin.
En el 2011, tuvo su regreso al club Sport Colombia ya como profesional. En el siguiente año pasa a formar parte del plantel del Independiente de Campo Grande.
Las dos siguientes temporadas 2013 y 2014 estuvo en filas del equipo del Club Fernando de la Mora. El segundo semestre del 2014, viaja a Bolivia para fichar por el equipo del Club Deportivo Oriente Petrolero. En el 2015 también en Bolivia, llega a Roya Pari.
En el 2017 tiene su paso por otro equipo boliviano Club Real Santa Cruz; el segundo semestre del año formó parte del equipo Centro Cultural Deportivo Los Caimanes de Perú.
Actualmente se encuentra en su país vistiendo la casaca del equipo Matarife como es conocido el General Caballero Sport Club.

## Selección Paraguaya
Integró en varias ocasiones la selección nacional paraguaya en distintas categorías formativas. Fue llamado a formar parte de la selección paraguaya a los 11 años, en la categoría Sub-12 y así hasta la Sub-14, ya que a esa edad terminaba la escuela de fútbol y comenzaba el camino de las divisiones inferiores.[cita requerida]

## Clubes
| Club                | País     | Año         |
| ------------------- | -------- | ----------- |
| Guaraní             | Paraguay | 2004 - 2007 |
| Real América        | Bolivia  | 2008        |
| Tanque Sisley       | Uruguay  | 2008        |
| Sol de América      | Paraguay | 2009 - 2010 |
| Sport Colombia      | Paraguay | 2011        |
| Independiente C. G. | Paraguay | 2012        |
| Fdo.de la Mora      | Paraguay | 2013 - 2014 |
| Oriente Petrolero   | Bolivia  | 2014 - 2015 |
| Royal Pari          | Bolivia  | 2015 - 2016 |
| Real Santa Cruz     | Bolivia  | 2017        |
| Los Caimanes        | Perú     | 2017        |
| General Caballero   | Paraguay | 2018        |

## Palmarés
| Título                         | Club                       | Año  |
| ------------------------------ | -------------------------- | ---- |
| Campeonato Sudamericano Sub-16 | Selección paraguaya Sub-16 | 2004 |
| Copa Bolivia de Ascenso        | Royal Pari                 | 2015 |